# Cartas familiares (Viaje de Italia)
Cartas familiares (Viaje de Italia) (1786-1800), una de las creaciones fundamentales del humanista cristiano Juan Andrés (Planes, Alicante, 1740 - Roma, 1817), es la obra española más importante en su género y uno de los más singulares modelos europeos, en este caso resultado del cruce del humanístico epistolar con el del viaje cultural a Italia.

## Estructura y significado de la Obra
Las Cartas familiares de Juan Andrés responden al fructífero cruce de dos géneros literarios, uno formal ('carta') y otro sobre todo temático ('libro de viaje', y en particular, 'viaje de Italia'). La obra se configura mediante la serie de misivas, escritas en español, que el autor (residente en Italia) envía a su hermano Carlos, que reside en España, durante dos viajes por ciudades italianas. Fueron publicadas en Madrid por Antonio de Sancha en cinco volúmenes (I y II, 1786; III, 1790; IV y V, 1793), a los cuales se ha de añadir un volumen último editado en Valencia por Joseph de Orga (1800). Es la única obra del autor publicada originalmente en España. 
Se trata asimismo de una síntesis del prototípico género humanístico de la 'carta familiar', de origen antiguo y renacentista, con su realización característicamente ilustrada. Y a su vez se trata del libro de viaje en su modalidad clave humanística y moderna del 'viaje de Italia', o 'Grand tour'. Ha de tenerse presente que la carta privada literaria encierra un artificio, relativo al género o subgénero retórico del ars dictandi o arte epistolar, que lleva implícito el propósito de acceder a ser publicada.
El viaje de Juan Andrés es ante todo un viaje bibliográfico, literario y científico, sólo secundariamente monumental y, aún menos, paisajístico. Contiene, por ello, abundantes noticias acerca del estado de los fondos de las más importantes bibliotecas italianas, de sus manuscritos y bibliotecarios, así como de diversos autores de la "Escuela Universalista Española del siglo XVIII" en la cual se inserta.